# Nathalie Gilson
Nathalie Gilson (Ukkel, 8 januari 1965) is een Belgisch politica.

## Biografie
Gilson werd in 1987 licentiate in de rechten aan de UCL en voltooide in 1989 een postgraduaat in Europees recht aan de Rijksuniversiteit Gent. Ze werkte tussen 1990 en 2009 als advocate voor verschillende internationale kantoren. 
Van 1999 tot 2001 was Gilson eveneens adjunct-secretaris-generaal van de liberale partij PRL en van 2003 tot 2004 werkte ze als juridisch adviseur op de kabinetten van toenmalige ministers in de Franse Gemeenschapsregering Daniel Ducarme en Olivier Chastel.
Voor de PRL, de huidige Mouvement Réformateur, werd Gilson in oktober 1994 verkozen tot gemeenteraadslid van Elsene, een ambt dat ze nog steeds uitoefent. Van 1997 tot 2000 was ze schepen van Onderwijs van de stad. Van 2006 tot 2018 was Gilson nogmaals schepen van Elsene, met de bevoegdheden Stedenbouw (tot 2017), Leefmilieu, Erfgoed en Kinderopvang en Financiën (vanaf 2017), en sinds 2024 is ze opnieuw schepen, belast met Financiën, Dierenwelzijn, Levenskwaliteit en Erfgoed. Tevens zetelde ze van 2004 tot 2009 in het Brussels Hoofdstedelijk Parlement, waar ze zetelde in de commissies Ruimtelijke Ordening en Stedenbouw.
Van 2018 tot 2020 werkte ze als adviseur binnen de strategische cel op het kabinet van ministers van Begroting Sophie Wilmès en David Clarinval. In maart 2020 legde Gilson de eed af als lid van de Kamer van volksvertegenwoordigers als opvolger van Sophie Wilmès, die als eerste minister de regering-Wilmès II ging leiden en daarna minister van Buitenlandse Zaken werd in de regering-De Croo. Gilson bleef Kamerlid tot in juli 2022, nadat Wilmès ontslag had genomen als minister. Vervolgens werd ze van 2022 tot 2025 adviseur op de strategische cel van het kabinet van vicepremier David Clarinval en van Hadja Lahbib, die Wilmès was opgevolgd als minister van Buitenlandse Zaken. Sinds 2025 is Gilson adviseur op de algemene cel van het kabinet van vicepremier David Clarinval.
Sinds januari 2023 is Nathalie Gilson lid van de raad van bestuur van BIO, de Belgische Investeringsmaatschappij voor Ontwikkelingslanden. Tevens was ze van 2014 tot 2018 voorzitter en van 2018 tot 2020 ondervoorzitter van de raad van bestuur van de lokale televisiezender Brutélé.